# Dublin Core
Dublin Core (también conocido como Dublin Core Metadata Element Set) es un modelo de metadatos elaborado y auspiciado por la DCMI (Dublin Core Metadata Initiative), una organización dedicada a fomentar la adopción extensa de los estándares interoperables de los metadatos y a promover el desarrollo de los vocabularios especializados de metadatos para describir recursos para permitir sistemas más inteligentes el descubrimiento del recurso.
Las implementaciones de Dublin Core usan generalmente el Extensible Markup Language  (XML) y se basan en el Resource Description Framework. El Dublin Core se define por la ISO en su norma ISO 15836 de 2009 (última revisión en 2017), y la norma NISO Z39.85-2012.
El nombre viene por Dublín, Ohio, Estados Unidos, ciudad que en 1995 albergó la primera reunión a nivel mundial de muchos de los especialistas en metadatos y Web de la época. En ella participaron miembros del National Center for Supercomputing Applications, de la OCLC y representantes de la IETF (Internet Engineering Task Force).

## Descripción general
El Dublin Core es un sistema de 15 definiciones semánticas descriptivas que pretenden transmitir un significado semántico a las mismas.
Estas definiciones:
- Son opcionales
- Se pueden repetir
- Pueden aparecer en cualquier orden

Este sistema de definiciones fue diseñado específicamente para proporcionar un vocabulario de características "base", capaces de proporcionar la información descriptiva básica sobre cualquier recurso, sin que importe el formato de origen, el área de especialización o el origen cultural.

## Clasificación y elementos
En general, podemos clasificar estos elementos en tres grupos que indican la clase o el ámbito de la información que se guarda en ellos:
- Elementos relacionados principalmente con el contenido del recurso.
- Elementos relacionados principalmente con el recurso cuando es visto como una propiedad intelectual.
- Elementos relacionados principalmente con la instanciación del recurso.

Dentro de cada clasificación encontramos los siguientes elementos:
Contenido:
- Título: el nombre dado a un recurso, habitualmente por el autor.

Etiqueta: DC.Title
- Claves: los temas del recurso. Típicamente, Subject expresará las claves o frases que describen el título o el contenido del recurso. Se fomentará el uso de vocabularios controlados y de sistemas de clasificación formales.

Etiqueta: DC.Subject
- Descripción: una descripción textual del recurso. Puede ser un resumen en el caso de un documento o una descripción del contenido en el caso de un documento visual.

Etiqueta: DC.Description
- Fuente: secuencia de caracteres usados para identificar unívocamente un trabajo a partir del cual proviene el recurso actual.

Etiqueta: DC.Source
- Tipo del Recurso: la categoría del recurso. Por ejemplo, página personal, romance, poema, diccionario, etc.

Etiqueta: DC.Type
- Relación: es un identificador de un segundo recurso y su relación con el recurso actual. Este elemento permite enlazar los recursos relacionados y las descripciones de los recursos.

Etiqueta: DC.Relation
- Cobertura: es la característica de cobertura espacial y/o temporal del contenido intelectual del recurso.

La cobertura espacial se refiere a una región física, utilizando por ejemplo coordenadas.
La cobertura temporal se refiere al contenido del recurso, no a cuándo fue creado (que ya lo encontramos en el elemento Date).
Etiqueta: DC.Coverage
Propiedad Intelectual:
- Autor o Creador: la persona u organización responsable de la creación del contenido intelectual del recurso. Por ejemplo, los autores en el caso de documentos escritos; artistas, fotógrafos e ilustradores en el caso de recursos visuales.

Etiqueta: DC.Creator
- Editor: la entidad responsable de hacer que el recurso se encuentre disponible en la red en su formato actual.

Etiqueta: DC.Publisher
- Otros Colaboradores: una persona u organización que haya tenido una contribución intelectual significativa, pero que esta sea secundaria en comparación con las de las personas u organizaciones especificadas en el elemento Creator. (por ejemplo: editor, ilustrador y traductor).

Etiqueta: DC.Contributor
- Derechos: son una referencia (por ejemplo, una URL) para una nota sobre derechos de autor, para un servicio de gestión de derechos o para un servicio que dará información sobre términos y condiciones de acceso a un recurso.

Etiqueta: DC.Rights
Instanciación:
- Fecha: una fecha en la cual el recurso se puso a disposición del usuario en su forma actual. Esta fecha no se tiene que confundir con la que pertenece al elemento Coverage, que estaría asociada con el recurso en la medida que el contenido intelectual está de alguna manera relacionado con aquella fecha.

Etiqueta: DC.Date
- Formato: es el formato de datos de un recurso, usado para identificar el software y, posiblemente, el hardware que se necesitaría para mostrar el recurso.

Etiqueta: DC.Format
- Identificador del Recurso: secuencia de caracteres utilizados para identificar unívocamente un recurso. Ejemplos para recursos en línea pueden ser URLs y URNs. Para otros recursos pueden ser usados otros formatos de identificadores, como por ejemplo ISBN ("International Standard Book Number").

Etiqueta: DC.Identifier
- Idioma: Idioma/s del contenido intelectual del recurso.

Etiqueta: DC.Language

## Usos
Cualquier persona puede utilizar los metadatos de Dublin Core para describir los recursos de un sistema de información.
Las páginas Web son uno de los tipos más comunes de recursos que utilizan las descripciones de Dublin Core.
Los metadatos de Dublin Core están siendo utilizados como la base para los sistemas descriptivos para varios grupos de interés como por ejemplo:
- Organizaciones educativas
- Bibliotecas
- Instituciones del gobierno.
- Sector científico de la investigación.
- Autores de páginas Web.
- Negocios que requieren lugares más investigables.
- Corporaciones con sistemas de gerencia extensos en conocimiento